# 葵井歌菜
葵井歌菜（1月17日—），日本女性聲優。神奈川縣出身。曾屬Max Mix，2016年7月加入Sun Music。

## 出演作品
※粗體字為主要角色。

### 電視動畫
2016年
- 飛翔的魔女（木幡茜）[4]
- TABOO TATTOO－禁忌咒紋－（雪爾）
- Lostorage incited WIXOSS（女學生、女子、憶）

2017年
- 烏菈菈迷路帖（烏菈菈）
- 愛麗絲與藏六（チェン）
- 海天使的燈火（井上老師）

2018年
- Lostorage conflated WIXOSS（憶）

2019年
- RobiHachi（銷售員）
- 萌獸寵物店（蘿塞）

2020年
- 魔法律事務所（第2期）（打工女）

2021年
- 如果究極進化的完全沉浸RPG比現實還更像垃圾遊戲的話（采访者、修女）
- 進化果實～不知不覺踏上勝利的人生～（屬性音聲）

### 遊戲
- 羅德斯島戰記Online（フィアンナ王女、アリエン、グランディス）[3]
- 怪物彈珠（米達克、狼蜜菈）

### 外語配音

#### 電影
- 明星招領－音樂工作室（Lost & Found Music Studios） 第1季（Clara〈Jeni Ross〉飾演）[3]

#### 動畫
- 文字派對（Word Party）（露露）[3]
- Sammy & Co.（義大利語：Sammy & Co.）（Sammy & Co）（Ella）[3]
- 文字派對 第2季（Word Party Season 2）（露露）[5]
- 文字派對 第3季（Word Party Season 3）（露露）[3]

## 外部連結
- 葵井歌菜|Sun Music集團官方網站 （页面存档备份，存于）
- 葵井歌菜的X（前Twitter）